# Torneo NSFL Tackle Élite 2009
Il Torneo NSFL Tackle Élite 2009 è stato la 5ª edizione del campionato di football americano di prima squadra, organizzato dalla NSFL.

## Squadre partecipanti
| Club                | Città             | Stadio | Sponsor ufficiale | Risultato nella stagione 2008 |
| ------------------- | ----------------- | ------ | ----------------- | ----------------------------- |
| Fribourg Cardinals  | Friburgo          |        |                   |                               |
| Geneva Seahawks     | Ginevra           |        |                   |                               |
| La Côte Centurions  | Gland             |        |                   | Quinto posto                  |
| Lausanne LUCAF Owls | Losanna           |        |                   | Terzo posto                   |
| Monthey Rhinos      | Monthey           |        |                   | Quarto posto                  |
| Morges Bandits      | Morges            |        |                   | Sesto posto                   |
| Neuchâtel Knights   | Neuchâtel         |        |                   | Vicecampioni                  |
| Riviera Saints      | Vevey             |        |                   | Campioni                      |
| Yverdon Ducs        | Yverdon-les-Bains |        |                   |                               |

## Stagione regolare

### Calendario

#### 1ª giornata
| Friburgo 30 agosto 2009 | Morges Bandits | 6 – 14 | Yverdon Ducs |  |

| Friburgo 30 agosto 2009 | Fribourg Cardinals | 8 – 14 | Riviera Saints |  |

| Friburgo 30 agosto 2009 | La Côte Centurions | 0 – 12 | Neuchâtel Knights |  |

| Friburgo 30 agosto 2009 | Lausanne LUCAF Owls | 0 – 0 | Geneva Seahawks |  |

#### 2ª giornata
| Morges 6 settembre 2009 | Morges Bandits | 0 – 38 | Riviera Saints | Parc des Sports |

| Morges 6 settembre 2009 | La Côte Centurions | 0 – 28 | Yverdon Ducs | Parc des Sports |

| Morges 6 settembre 2009 | Neuchâtel Knights | 0 – 8 | Fribourg Cardinals | Parc des Sports |

| Morges 6 settembre 2009 | Monthey Rhinos | 14 – 44 | Geneva Seahawks | Parc des Sports |

#### 3ª giornata
| Yverdon-les-Bains 13 settembre 2009 | La Côte Centurions | 6 – 0 | Morges Bandits |  |

| Yverdon-les-Bains 13 settembre 2009 | Yverdon Ducs | 15 – 8 | Neuchâtel Knights |  |

| Yverdon-les-Bains 13 settembre 2009 | Lausanne LUCAF Owls | 20 – 8 | Fribourg Cardinals |  |

| Yverdon-les-Bains 13 settembre 2009 | Monthey Rhinos | 6 – 14 | Riviera Saints |  |

#### 4ª giornata
| Ginevra 20 settembre 2009 | Lausanne LUCAF Owls | 34 – 24 | Riviera Saints |  |

| Ginevra 20 settembre 2009 | Monthey Rhinos | 16 – 34 | Yverdon Ducs |  |

| Ginevra 20 settembre 2009 | Geneva Seahawks | 6 – 8 | Fribourg Cardinals |  |

| Ginevra 20 settembre 2009 | Neuchâtel Knights | 0 – 50 (d.g.s.) | Morges Bandits |  |

#### 5ª giornata
| Monthey 27 settembre 2009 | Fribourg Cardinals | 66 – 0 | Morges Bandits | Stade du Verney |

| Monthey 27 settembre 2009 | Monthey Rhinos | 14 – 22 | Lausanne LUCAF Owls | Stade du Verney |

| Monthey 27 settembre 2009 | Riviera Saints | 33 – 0 | Yverdon Ducs | Stade du Verney |

| Monthey 27 settembre 2009 | Geneva Seahawks | 22 – 0 | La Côte Centurions | Stade du Verney |

#### 6ª giornata
| Aigle 4 ottobre 2009 | Lausanne LUCAF Owls | 62 – 0 | Morges Bandits | Terrain de la Mêlée |

| Aigle 4 ottobre 2009 | Monthey Rhinos | 14 – 3 | La Côte Centurions | Terrain de la Mêlée |

| Aigle 4 ottobre 2009 | Riviera Saints | 30 – 0 | Neuchâtel Knights | Terrain de la Mêlée |

| Aigle 4 ottobre 2009 | Geneva Seahawks | 58 – 4 | Yverdon Ducs | Terrain de la Mêlée |

#### 7ª giornata
| Losanna 11 ottobre 2009 | Fribourg Cardinals | 6 – 6 | Yverdon Ducs |  |

| Losanna 11 ottobre 2009 | Lausanne LUCAF Owls | 28 – 0 | La Côte Centurions |  |

| Losanna 11 ottobre 2009 | Monthey Rhinos | 28 – 6 | Morges Bandits |  |

| Losanna 11 ottobre 2009 | Geneva Seahawks | 31 – 0 | Neuchâtel Knights |  |

#### 8ª giornata
| Neuchâtel 18 ottobre 2009 | La Côte Centurions | 8 – 28 | Fribourg Cardinals | Terrain de Rugby |

| Neuchâtel 18 ottobre 2009 | Neuchâtel Knights | 6 – 18 | Monthey Rhinos | Terrain de Rugby |

| Neuchâtel 18 ottobre 2009 | Geneva Seahawks | 7 – 25 | Riviera Saints | Terrain de Rugby |

| Neuchâtel 18 ottobre 2009 | Lausanne LUCAF Owls | 50 – 0 (d.g.s.) | Yverdon Ducs | Terrain de Rugby |

#### 9ª giornata
| Gland 25 ottobre 2009 | La Côte Centurions | 0 – 47 | Riviera Saints | Centre en Bord |

| Gland 25 ottobre 2009 | Monthey Rhinos | 0 – 14 | Fribourg Cardinals | Centre en Bord |

| Gland 25 ottobre 2009 | Geneva Seahawks | 42 – 0 | Morges Bandits | Centre en Bord |

| Gland 25 ottobre 2009 | Lausanne LUCAF Owls | 50 – 0 (d.g.s.) | Neuchâtel Knights | Centre en Bord |

### Classifica
La classifica della regular season è la seguente:
- PCT = percentuale di vittorie, G = partite giocate, V = partite vinte, N = partite pareggiate, P = partite perse, PF = punti fatti, PS = punti subiti
- La qualificazione ai playoff è indicata in verde

| Pos. | Squadra             | Punti | PCT  | G | V | N | P | PF  | PS  |
| ---- | ------------------- | ----- | ---- | - | - | - | - | --- | --- |
| 1    | Lausanne LUCAF Owls | 22    | .938 | 8 | 7 | 1 | 0 | 266 | 46  |
| 2    | Riviera Saints      | 21    | .875 | 8 | 7 | 0 | 1 | 225 | 55  |
| 3    | Geneva Seahawks     | 16    | .688 | 8 | 5 | 1 | 2 | 210 | 51  |
| 4    | Fribourg Cardinals  | 16    | .688 | 8 | 5 | 1 | 2 | 146 | 54  |
| 5    | Yverdon Ducs        | 13    | .563 | 8 | 4 | 1 | 3 | 101 | 177 |
| 6    | Monthey Rhinos      | 9     | .375 | 8 | 3 | 0 | 5 | 110 | 143 |
| 7    | La Côte Centurions  | 3     | .125 | 8 | 1 | 0 | 7 | 17  | 179 |
| 8    | Neuchâtel Knights   | 3     | .125 | 8 | 1 | 0 | 7 | 26  | 202 |
| 9    | Morges Bandits      | 3     | .125 | 8 | 1 | 0 | 7 | 62  | 256 |

## Playoff

### Tabellone
|  | Semifinali          | Semifinali          | Semifinali     |                |                     | V NSFL Bowl          | V NSFL Bowl          | V NSFL Bowl          |  |
|  |                     |                     |                |                |                     |                      |                      |                      |  |
|  | Lausanne LUCAF Owls | Lausanne LUCAF Owls | 22             |                |                     |                      |                      |                      |  |
|  | Lausanne LUCAF Owls | Lausanne LUCAF Owls | 22             |                |                     |                      |                      |                      |  |
|  | Fribourg Cardinals  | Fribourg Cardinals  | 8              |                |                     |                      |                      |                      |  |
|  | Fribourg Cardinals  | Fribourg Cardinals  | 8              |                | Lausanne LUCAF Owls | Lausanne LUCAF Owls  | 12                   |                      |  |
|  |                     |                     |                |                | Lausanne LUCAF Owls | Lausanne LUCAF Owls  | 12                   |                      |  |
|  |                     |                     | Riviera Saints | Riviera Saints | 13                  |                      |                      |                      |  |
|  | Geneva Seahawks     | Geneva Seahawks     | Riviera Saints | Riviera Saints | 13                  | 0                    |                      |                      |  |
|  | Geneva Seahawks     | Geneva Seahawks     |                |                |                     | 0                    |                      |                      |  |
|  | Riviera Saints      | Riviera Saints      | 26             |                |                     | Finale 3º - 4º posto | Finale 3º - 4º posto | Finale 3º - 4º posto |  |
|  | Riviera Saints      | Riviera Saints      | 26             |                |                     |                      |                      |                      |  |
|  |                     |                     |                |                |                     |                      |                      |                      |  |
|  |                     |                     |                |                |                     | Fribourg Cardinals   | Fribourg Cardinals   | 2                    |  |
|  |                     |                     |                |                |                     | Fribourg Cardinals   | Fribourg Cardinals   | 2                    |  |
|  |                     |                     |                |                |                     | Geneva Seahawks      | Geneva Seahawks      | 0                    |  |

|  | Finale 5º posto    |                    |    |  |
|  |                    |                    |    |  |
|  | Monthey Rhinos     | Monthey Rhinos     | ?  |  |
|  | Yverdon Ducs       | Yverdon Ducs       | ?  |  |
|  |                    |                    |    |  |
|  | Finale 7º posto    |                    |    |  |
|  |                    |                    |    |  |
|  | La Côte Centurions | La Côte Centurions | 6  |  |
|  | Neuchâtel Knights  | Neuchâtel Knights  | 16 |  |

### Semifinali
| Yverdon-les-Bains 1º novembre 2009, ore 11:00 | Lausanne LUCAF Owls | 22 – 8 | Fribourg Cardinals | Terrain des Vuageres |

| Yverdon-les-Bains 1º novembre 2009, ore 14:00 | Riviera Saints | 26 – 0 | Geneva Seahawks | Terrain des Vuageres |

### Finale 7º - 8º posto
| Yverdon-les-Bains 1º novembre 2009 | La Côte Centurions | 6 – 16 | Neuchâtel Knights | Terrain des Vuageres |

### Finale 5º - 6º posto
| Yverdon-les-Bains 1º novembre 2009 | Monthey Rhinos | v – p | Yverdon Ducs | Terrain des Vuageres |

### Finale 3º - 4º posto
| Chavannes-près-Renens 8 novembre 2009, ore 10:30 | Fribourg Cardinals | 2 – 0 | Geneva Seahawks |  |

### V NSFL Bowl
| Chavannes-près-Renens 8 novembre 2009, ore 14:00 | Riviera Saints | 13 – 12 | Lausanne LUCAF Owls |  |

## Verdetti
- Riviera Saints Campioni NSFL Tackle Élite 2009